# 30 березня
30 березня — 89-й день року (90-й у високосні роки) у григоріанському календарі. До кінця року залишається 276 днів.

## Свята і пам'ятні дні

### Національні
- Іспанія, Барселона: День квітів.
- Малайзія: День Султана Келантана.
- Палестина: День захисту землі.
- США: День лікаря[1].
- Україна: День білостволої берези.

### Релігійні
Православ'я:
- Преподобного Іоана Ліствичника.
- Пророка Іоада.
- Апостолів Сосфена, Аполоса, Кифи, Кесаря і Епафродита.
- Святого Євули, матері великомученика Пантелеймона.
- Преподобного Іоана, безмовника.
- Преподобного Зосими, єпископа Сиракузького.
- Святителя Софронія (Кришталевського), єпископа Іркутського.

### Іменини
✙ Православні: Іван.
✝  Католицькі: Ірина, Леонард, Ян.

## Події
- 1814 — Наполеонівські війни. Війська шостої коаліції вступають до Парижа;
- 1842 — американський лікар Кроуфорд Вільямсон Лонґ уперше у лікувальній практиці застосував ефір як анестезуючий засіб при видаленні пухлини на шиї пацієнта;
- 1853 — у львівській аптеці засвітилася перша гасова лампа, сконструйована Й. Зегом, І. Лукасевичем, А. Братковським;
- 1856 — підписання Паризького договору. Кінець Кримської війни. У Парижі представники Російської імперії, Великої Британії, Французької імперії, Османськоі імперії, Сардинського королівства, Австрійської імперії та Королівства Пруссія підписали мирний договір, що завершував Кримську війну;
- 1858 — Гаймен Ліпмен з Філадельфії отримав патент на олівець з гумкою на торці;
- 1867 — усього по два центи за акр Російська імперія продала США Аляску та Алеутські острови;
- 1870 — поправка, що забороняє обмежувати виборчі права на основі раси, кольору шкіри чи попереднього перебування в рабстві, стала частиною Конституції США;
- 1888 — велика пожежа знищила третину будинків міста Сколе на Бойківщині;
- 1912 — Агадирська криза у Марокко вирішилась шляхом встановлення французького протекторату;
- 1917 — кияни повалили пам'ятник Столипіну на нинішньому Майдані Незалежності;
- 1918 — більшовики влаштували у Баку 3-денну різанину, в ході якої загинуло близько 12 тисяч азербайджанців;
- 1922 — у Києві створений театр-студія «Березіль» (нині Харківський академічний український драматичний театр імені Тараса Шевченка);
- 1941 — німецький корпус «Afrika» під командуванням генерала Ервіна Роммеля провів у Лівії першу атаку на англійські позиції;
- 1946 — військова поліція союзних військ арештувала у Франкфурті близько тисячі нацистів, котрі намагались відновити діяльність нацистської партії;
- 1972 — Велика Британія ввела пряме правління у Північній Ірландії;
- 1975 — північнов'єтнамська армія зайняла Сайгон, кінець В'єтнамської війни;
- 1976 — формальний початок музичного панк-руху: в одному з лондонських клубів відбувся концерт групи «The Sex Pistols»;
- 1981 — Джон Гінклі здійснив замах на президента США Рональда Рейгана: останнього було серйозно поранено. Схоплений на місці злочину Гінклі пояснив свій вчинок бажанням справити враження на актрису Джоді Фостер. Суд визнав Гінклі психічно хворим;
- 1987 — картину Вінсента ван Гога «Соняшники» продано за рекордну суму — 39,85 мільйонів доларів. 1987 року її було продано вже за 40,3 мільйони — а в 1997 з'явилась інформація, що ця картина, куплена японською страховою компанією, — підробка;
- 1990 — Естонія заявила про початок підготовки виходу зі складу СРСР;
- 1991 — кардинал Мирослав Любачівський повернувся з Риму до Львова і посів престол Верховних архієпископів Львівських;
- 1992 — на 64 церемонії вручення нагород Американської кіноакадемії найкращою картиною визнано «Мовчання ягнят» з Джоді Фостер і Ентоні Гопкінсом у головних ролях (вони отримали «Оскарів» як найкращі актриса і актор);
- 1992 — суд міста Портленд (США) виніс рішення, зобов'язуюче компанію «Philip Morris» виплатити 81 мільйон доларів США сім'ї померлого від раку легенів курця, що 40 років палив сигарети «Мальборо»;
- 1995 — Папа Римський Іван Павло II випустив свою одинадцяту енцикліку, у котрій він засудив аборти і евтаназію як злочини проти людства, котрі не повинні бути легалізовані;
- 1998 — німецький автогігант BMW купив британську компанію Rolls-Royce за $570 млн;
- 2014 — у Харкові вперше прозвучала пісня про Путіна (Путін — хуйло!)

## Народились
Дивись також Категорія:Народились 30 березня
- 1222 — Нітірен, японський буддистський монах і мислитель, засновник секти Нітірен.
- 1432 — Мехмед II Фатіх (Завойовник), турецький султан (1444–1446, 1451–1481) — найбільший полководець свого часу: завоював Константинополь (поклавши кінець існуванню Візантійській імперії), Кримське ханство, Сербію, Морею, Трапезундську імперію, Боснію й Албанію;
- 1746 — Франсіско-Хосе де Гоя, іспанський живописець і гравер;
- 1793 — Хуан Мануель де Росас, аргентинський військовий і політичний діяч, один із перших каудильйо;
- 1844 — Поль Верлен, французький поет-символіст, критик;
- 1853 — Вінсент ван Гог, французький живописець-постмодерніст голландського походження.
- 1857 — Габріеля Запольська, польська письменниця, драматургиня і акторка.
- 1882 — Емма Юнг, психоаналітикиня, дружина Карла Юнга; засновниця аналітичної психології.
- 1892 — Стефан Банах (Гречек), польський та український математик, професор.
- 1894 — Микола Барабашов, український астроном.
- 1917 — Аарне-Паемурру Ельзе, композитор, професор Талліннської консерваторії.
- 1926 — Інґвар Кампрад, шведський підприємець та мільярдер, найбагатша людина Європи
- 1963 — Олексій Михайличенко, український футболіст («Динамо» Київ), триразовий чемпіон СРСР, володар Кубка Кубків УЄФА (1986), срібний призер чемпіонату Європи (1988), Олімпійський чемпіон (1988), чемпіон Італії («Сампдорія») та Шотландії («Глазго Рейнджерс»), тренер («Динамо» Київ);
- 1968 — Селін Діон, канадська співачка — лауреат 5 премій «Ґреммі»;
- 1979 — Анатолій Тимощук, колишній український футболіст, рекордсмен за кількістю матчів за збірну України;
- 1986 — Серхіо Рамос, іспанський футболіст, один і найкращих захисників світу.

## Померли

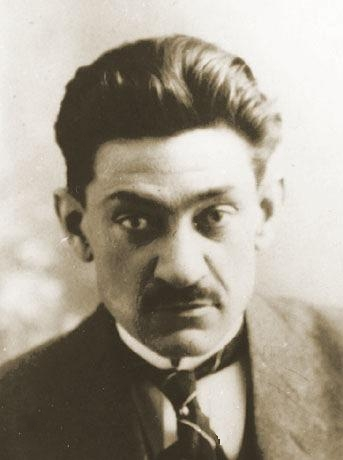
Дмитро Донцов

Дивись також Категорія:Померли 30 березня
- 1450 — Седжон, володар держави Чосон, національний герой Кореї
- 1559 — Адам Різе — німецький математик.
- 1840 — Джордж Браммел, денді, законодавець мод та вишуканих смаків великосвітської Англії. Ввів у моду сучасний чоловічий чорний костюм з краваткою або шийною хусткою.
- 1842 — Елізабет Віже-Лебрен, французька художниця, майстер світського портрету.
- 1865 — Олександр Духнович, закарпатський греко-католицький священик, письменник, педагог і культурний діяч.
- 1879 — Тома Кутюр, французький художник-академіст.
- 1918 — Тадеуш Рутовський, галицький журналіст і політик, президент Львова (1914—1915).
- 1943 — Катерина Грушевська, культурологиня, етносоціологиня, фольклористка, перекладачка. Єдина донька Михайла Грушевського, репресована, місце смерті Темлаг.
- 1959 — Данило Андреєв, поет, прозаїк, автор релігійно-філософського твору «Роза світу»; син письменника Леоніда Андреєва і внучатої племінниці Тараса Шевченка Олександри Велігорської.
- 1965 — Філіп Генч, американський лікар, лауреат Нобелівської премії з фізіології і медицини.
- 1973 — Дмитро Донцов, публіцист і громадський діяч, теоретик українського інтегрального націоналізму.
- 1977 — Левко Ревуцький, український композитор.
- 1986 — Джеймс Кегні, американський актор. Володар премії «Оскар».
- 2002 — Єлизавета Боуз-Лайон, дружина короля Георга VI і королева-консорт Сполученого Королівства, мати королеви Єлизавети II, для відмінності від тезки-дочки носила титул Королева-мати.